# Vanja Ebbersten
Anna Vanja Natalia Ebbersten, född 22 augusti 1920 i Lerum, död 28 juli 1994 i Västra Frölunda, var en svensk grafiker.

## Biografi
Ebbersten fick sin utbildning vid Slöjdföreningens skola i Göteborg 1937–1941 och Kungliga Konsthögskolans etsningsskola i Stockholm. Hennes trägravyrer är realistiska och minutiöst detaljrika. Motiven är övervägande stadsbilder, interiörer och blomsterstycken. Hon ställde ut med Sveriges allmänna konstförening och Grafiska sällskapet. Hon medverkade i den stora nordiska grafikutställningen på Liljevalchs konsthall 1948 där hon slog igenom som grafiker.
Hon har också illustrerat med trägravyrer bland annat Vanjas ABC-bok, Poesi nr 1/1949.
Ebbersten finns bland annat representerad på  Moderna Museeti Stockholm och  Värmlands Museum.